# Практичне число

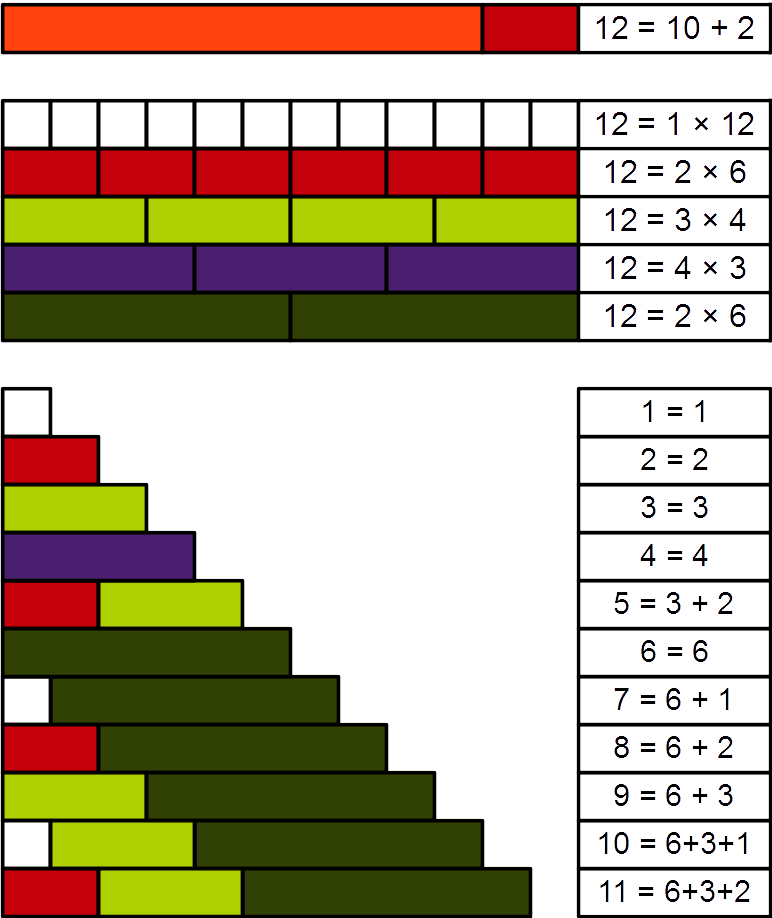
Практичне число 12

Практичне число або панаритмічне число — це додатне ціле число n, таке що всі менші додатні цілі числа можна подати у вигляді суми різних дільників числа n. Наприклад, 12 є практичним числом, оскільки всі числа від 1 до 11 можна подати у вигляді суми дільників 1, 2, 3, 4 і 6 цього числа — крім самих дільників, ми маємо 5 = 3 + 2, 7 = 6 + 1, 8 = 6 + 2, 9 = 6 + 3, 10 = 6 + 3 + 1 і 11 = 6 + 3 + 2.
Послідовність практичних чисел (послідовність A005153 з Онлайн енциклопедії послідовностей цілих чисел, OEIS) починається з
1, 2, 4, 6, 8, 12, 16, 18, 20, 24, 28, 30, 32, 36, 40, 42, 48, 54, 56, 60, 64, 66, 72, 78, 80, 84, 88, 90, 96, 100, 104, 108, 112, 120, 126, 128, 132, 140, 144, 150…
Практичні числа використовував Фібоначчі в своїй книзі Liber Abaci (1202) у зв'язку з задачею про подання раціональних чисел у вигляді єгипетських дробів. Фібоначчі не визначав формально практичні числа, але він дав таблицю подання єгипетських дробів для дробів з практичними знаменниками.
Назву «практичне число» дав Шрінівасан. Він зауважив, що «розбиття грошей, ваги та інших мір з використанням таких чисел, як 4, 12, 16, 20 і 28, зазвичай настільки незручні, що заслуговують заміни степенями 10». Він перевідкрив низку теоретичних властивостей таких чисел і першим спробував класифікувати ці числа, а Стюарт  і Серпінський  завершили класифікацію. Визначення практичних чисел уможливлює визначити, чи є число практичним шляхом перегляду розкладу числа на прості множники. Будь-яке парне досконале число і будь-який степінь двійки є практичним числом.
Можна показати, що практичні числа аналогічні простим числам у багатьох сенсах.

## Опис практичних чисел
У початковому описі Шрінівасан стверджує, що практичне число не може бути недостатнім числом, тобто числом, сума всіх дільників якого (включно з 1 і самим числом) менша від подвоєного числа, якщо не брати до уваги нестачу, що дорівнює одиниці. Якщо для практичного числа {\displaystyle n} виписати впорядковану множину дільників {\displaystyle {d_{1},d_{2},...,d_{j}}}, де {\displaystyle d_{1}=1} і {\displaystyle d_{j}=n}, то твердження Шрінівасана можна виразити нерівністю
{\displaystyle 2n\leqslant 1+\sum _{i=1}^{j}d_{i}}.
Іншими словами, упорядкована послідовність всіх дільників {\displaystyle {d_{1}<d_{2}<...<d_{j}}} практичного числа повинна бути повною підпослідовністю.
Це визначення розширили і завершили Стюарт і Серпінський, які показали, що визначення, чи є число практичним, визначається його розкладанням на прості дільники. Додатне ціле число, більше від 1 з розкладом {\displaystyle n=p_{1}^{\alpha _{1}}...p_{k}^{\alpha _{k}}} (з упорядкуванням простих дільників за зростанням {\displaystyle p_{1}<p_{2}<\dots <p_{k}}), є практичним тоді і тільки тоді, коли кожен його простий дільник {\displaystyle p_{i}} досить малий, щоб {\displaystyle p_{i}-1} мало подання у вигляді суми менших дільників. Щоб це виконувалось, перше просте число {\displaystyle p_{1}} має дорівнювати 2, а для будь-якого i від 2 до k для кожного наступного простого числа {\displaystyle p_{i}} має виконуватися нерівність
{\displaystyle p_{i}\leqslant 1+\sigma (p_{1}^{\alpha _{1}}p_{2}^{\alpha _{2}}\dots p_{i-1}^{\alpha _{i-1}})=1+\prod _{j=1}^{i-1}{\frac {p_{j}^{\alpha _{j}+1}-1}{p_{j}-1}},}
де {\displaystyle \sigma (x)} означає суму дільників числа {\displaystyle x}. наприклад, {\displaystyle 2\times 3^{2}\times 29\times 823=429606} є практичним, оскільки нерівність виконується для кожного з простих дільників: {\displaystyle 3\leqslant \sigma (2)+1=4,29\leqslant \sigma (2\times 3^{2})+1=40} і {\displaystyle 823\leqslant \sigma (2\times 3^{2}\times 29)+1=1171}.
Умова, наведена вище, є необхідною і достатньою. З одного боку, ця умова є необхідною, щоб можна було подати {\displaystyle p_{i}-1} у вигляді суми дільників числа {\displaystyle n}, оскільки в разі порушення нерівності додавання всіх менших дільників дало б суму, занадто малу, щоб отримати {\displaystyle p_{i}-1}. З іншого боку, умова є достатньою, що можна отримати за індукцією. Більш строго, якщо розклад числа {\displaystyle n} задовольняє наведеній вище умові, то будь-яке число {\displaystyle m\leqslant \sigma (n)} можна подати у вигляді суми дільників числа {\displaystyle n} після таких кроків:
- нехай {\displaystyle q=\min\{\lfloor m/p_{k}^{\alpha _{k}}\rfloor ,\sigma (n/p_{k}^{\alpha _{k}})\}}, і нехай {\displaystyle r=m-qp_{k}^{\sigma _{k}}}.
- Оскільки можна показати за індукцією, що {\displaystyle q\leqslant \sigma (n/p_{k}^{\alpha _{k}})} і {\displaystyle n/p_{k}^{\alpha _{k}}} є практичними, можна знайти подання q у вигляді суми дільників {\displaystyle n/p_{k}^{\alpha _{k}}}.
- Оскільки можна показати за індукцією, що {\displaystyle r\leqslant \sigma (n)-p_{k}^{\alpha _{k}}\sigma (n/p_{k}^{\alpha _{k}})=\sigma (n/p_{k})} і {\displaystyle n/p_{k}} є практичними, то можна знайти подання r у вигляді суми дільників {\displaystyle n/p_{k}}.
- Подання у вигляді дільників r, разом з коефіцієнтом {\displaystyle p_{k}^{\alpha _{k}}} для кожного дільника подання у вигляді дільників q, разом утворюють подання m у вигляді суми дільників n.

## Властивості
- Єдине непарне практичне число — 1, оскільки якщо n>2 є непарним числом, то 2 можна подати у вигляді суми різних дільників числа {\displaystyle n}. Шрінівасан[3] зауважив, що відмінні від 1 і 2 практичні числа діляться на 4 або 6 (або на обидва).
- Добуток двох практичних чисел є також практичним числом[7]. Сильніше твердження: найменше спільне кратне будь-яких двох практичних чисел, є також практичним числом. Еквівалентно, множина всіх практичних чисел замкнута відносно множення.
- З опису чисел Стюартом і Серпінським можна бачити, що в разі, коли {\displaystyle n} є практичним числом, а {\displaystyle d} є одним з його дільників, число n*d має бути також практичним числом.
- У множині всіх практичних чисел існує множина простих практичних чисел. Просте практичне число — це або практичне і вільне від квадратів число, або практичне, яке при діленні на будь-який його простий дільник, показник якого в розкладі більший від 1, перестає бути практичним. Послідовність простих практичних чисел (послідовність A267124 з Онлайн енциклопедії послідовностей цілих чисел, OEIS) починається з

1, 2, 6, 20, 28, 30, 42, 66, 78, 88, 104, 140, 204, 210, 220, 228, 260, 272, 276, 304, 306, 308, 330, 340, 342, 348, 364, 368, 380, 390, 414, 460…

## Зв'язок з іншими класами чисел
Кілька інших гідних уваги множин цілих чисел складаються виключно з практичних чисел:
- З властивостей, наведених вище, для практичного числа {\displaystyle n} і одного з його дільників {\displaystyle d} (тобто, {\displaystyle d} | {\displaystyle n}) число {\displaystyle n\cdot d} має також бути практичним, так що помноживши на 6 будь-який степінь числа 3 отримаємо практичне число, як і помноживши на 6 будь-який степінь числа 2.
- Будь-яка степінь двійки є практичним числом[3]. Степінь двійки тривіально задовольняє опису практичних чисел у термінах розкладання цілих чисел — всі прості числа в розкладі числа, p1, дорівнюють двом, що й потрібно.
- Будь-яке парне досконале число є також практичним числом[3]. Це випливає з результату Ейлера, що парне досконале число мусить мати вигляд {\displaystyle 2^{n-1}(2^{n}-1)}. Непарна частина цього розкладу дорівнює сумі дільників парної частини, так що будь-який непарний простий дільник такого числа має бути не більшим від суми дільників парної частини числа. Таким чином, це число має задовольняти опису практичних чисел.
- Будь-який прайморіал (добуток перших i простих для деякого числа i) є практичним числом[3]. Для перших двох прайморіалов, двійки і шістки це ясно. Кожен наступний прайморіал утворюється множенням простого числа pi на менший прайморіал, який ділиться як на двійку, так і на попереднє просте число {\displaystyle p_{i-1}}. Згідно з постулатом Бертрана {\displaystyle p_{i}<2p_{i-1}}, так що кожен попередній простий дільник прайморіала менший, ніж один з дільників попереднього прайморіала. За індукцією, з цього випливає, що будь-який прайморіал задовольняє опису практичних чисел. Оскільки прайморіал за визначенням вільний від квадратів, він також є простим практичним числом.
- Узагальнюючи прайморіали, будь-яке число, яке є добутком ненульових ступенів перших k простих чисел, має бути практичним. У цю множину потрапляють надскладені числа Рамануджана (числа з кількістю дільників, більшою від будь-якого меншого додатного числа), а також факторіали[3].

## Практичні числа і єгипетські дроби
Якщо n є практичним, то будь-яке раціональне число вигляду m/n з m<n можна подати у вигляді суми {\displaystyle \sum {\tfrac {d_{i}}{n}}}, де всі di є різними дільниками числа n. Кожен член цієї суми зводиться до аліквотного дробу, так що така сума дає подання числа m/n у вигляді єгипетського дробу, наприклад,
{\displaystyle {\frac {13}{20}}={\frac {10}{20}}+{\frac {2}{20}}+{\frac {1}{20}}={\frac {1}{2}}+{\frac {1}{10}}+{\frac {1}{20}}.}
Фібоначчі в своїй книзі 1202 року Liber Abaci наводить деякі методи пошуку подання раціонального числа у вигляді єгипетського дробу. З них перший метод полягає в перевірці, чи не є число вже аліквотним дробом, а другий метод полягає в поданні чисельника у вигляді суми дільників знаменника, як описано вище. Цей метод гарантує успіх тільки в разі, коли знаменник є практичним числом. Фібоначчі навів таблиці таких поданнь для дробів, що мають знаменниками практичні числа 6, 8, 12, 20, 24, 60 і 100.
Воуз показав, що будь-яке число x/y має подання у вигляді єгипетського дробу з {\displaystyle \scriptstyle O({\sqrt {\log y}})} членами. Доведення використовує пошук послідовності практичних чисел ni зі властивістю, що будь-яке число, менше від ni, можна записати у вигляді суми {\displaystyle \scriptstyle O({\sqrt {\log n_{i-1}}})} різних дільників числа ni. Тоді i вибирається так, що {\displaystyle n_{i-1}<y\leqslant n_{i}} і {\displaystyle xn_{i}} ділиться на y, даючи частку q і остачу r. З цього вибору випливає, що {\displaystyle \scriptstyle {\frac {x}{y}}={\frac {q}{n_{i}}}+{\frac {r}{yn_{i}}}}. Розклавши чисельники в правій частині формули на суму дільників числа ni одержимо подання числа у вигляді єгипетського дробу. Тененбаум і Йокота застосували подібну техніку, що використовує іншу послідовність практичних чисел, щоб показати, що будь-яке число {\displaystyle {\frac {x}{y}}} має подання у вигляді єгипетського дробу, в якому найбільший знаменник дорівнює {\displaystyle \scriptstyle O({\frac {y\log ^{2}y}{\log \log y}})}.
Згідно з гіпотезою Чжи Вей Суня (вересень 2015 року), будь-яке додатне раціональне число має подання у вигляді єгипетського дробу, в якому будь-який знаменник є практичним числом. Існує доведення гіпотези в блозі Девіда Еппштейна.

## Аналогія з простими числами
Одна з причин інтересу до практичних чисел полягає в тому, що багатьма властивостями вони подібні до простих чисел. Більш того, теореми, аналогічні гіпотезі Гольдбаха і гіпотезі про числа-близнюки, відомі для практичних чисел — будь-яке додатне парне число є сумою двох практичних чисел і існує нескінченно багато трійок практичних чисел {\displaystyle x-2,x,x+2} . Джузеппе Мелфі показав також, що існує нескінченно багато практичних чисел Фібоначчі (послідовність A005153 з Онлайн енциклопедії послідовностей цілих чисел, OEIS). Аналогічне питання про існування нескінченного числа простих чисел Фібоначчі залишається відкритим. Гаусман і Шапіро показали, що завжди існує практичне число в інтервалі {\displaystyle [x_{2},(x+1)^{2}]} для будь-якого додатного дійсного x, що є аналогом гіпотези Лежандра для простих чисел.
Нехай {\displaystyle p(x)} підраховує кількість практичних чисел, що не перевершують {\displaystyle x}. Маргенштерн висловив гіпотезу, що {\displaystyle p(x)} асимптотично дорівнює {\displaystyle {\frac {cx}{\log x}}} для деякої сталої c, що нагадує формулу в теоремі про розподіл простих чисел і підсилює раніше твердження Ердеша і Локстона, що практичні числа мають щільність нуль у множині цілих чисел. Саєс довів, що для відповідних констант c1 і c2
{\displaystyle c_{1}{\frac {x}{\log x}}<p(x)<c_{2}{\frac {x}{\log x}},}
Нарешті, Вайнгартнер довів гіпотезу Маргенштерна, показавши, що
{\displaystyle p(x)={\frac {cx}{\log x}}\left(1+O\!\left({\frac {\log \log x}{\log x}}\right)\right),}
для {\displaystyle x\geqslant 3} і деякої константи {\displaystyle c>0}.